# Бібліотека Сілезького університету
Бібліотека Сілезького університету (пол. Biblioteka Uniwersytetu Śląskiego, BUŚ) — академічна бібліотека у Катовицях, головна бібліотека Сілезького університету, яка у поєднанні із спеціалізованими бібліотеками формує бібліотечно-інформаційну систему закладу освіти. Вона, разом із бібліотекою Економічного університету в Катовицях утворює гібридну інституцію під назвою Центр наукової інформації та академічна бібліотека (CINiBA).

## Назва
Попередня назва «Головна бібліотека Сілезького університету та факультетські бібліотеки» була змінена наприкінці 1990-х років на «Бібліотека Сілезького університету та спеціалізовані бібліотеки».

## Етапи розвитку
- 1 серпня 1968 заснування бібліотеки
- 1992 початок комп'ютеризації — перші комп'ютери з програмами MICRO CDS/ISIS та APIN-UDOS
- 1995 запуск першої вебсторінки
- 1996 початок доступу до баз даних на CD-ROM в системі Info Ware
- 1996 початок комп'ютерної реєстрації читачів та електронного доступу до фондів (програма APIN-UDOS)
- 1998 придбання інтегрованої бібліотечно-інформаційної системи PROLIB (початок створення спільної бази бібліотек мережі Сілезького університету методом співкаталогізації)
- 1998 запуск самостійної вебсторінки http://www.bg.us.edu.pl
- 2002 початок співпраці по створенню центрального каталогу польських бібліотек NUKAT
- 2002 стало доступним електронне замовлення книг за допомогою каталогу OPAC з будь-якого місця цілодобово
- 2006 укладення «Договору про створення Сілезької цифрової бібліотеки»
- 2010 запуск Цифрової бібліотеки Сілезького університету
- 2010 закладання наріжного каменю під будівництво нового приміщення бібліотеки
- 2011 створення Центру наукової інформації та академічної бібліотеки (CINiBA)
- 2012 відкриття Центру наукової інформації та академічної бібліотеки (CINiBA) для читачів[2][3][4]
- 2019 реорганізація бібліотечно-інформаційної системи у зв'язку із впровадженням в Сілезькому університеті «Закону про вищу освіту та науку»[5]

## Фонди бібліотеки
Книжковий фонд є універсальним, особлива увага приділяється поповненню книгами із галузей, представлених у Сілезькому університеті.
Основу книгозбірні склали фонди бібліотеки-філії Факультету права та адміністрації Ягелонського Університету в Катовицях та бібліотеки Вищої педагогічної школи. На початок відкриття бібліотеки у фонді було 93 тисячі примірників книг та періодичних видань.
У 2018 році фонд містив 679455 книг та 110886 журналів.
Книгозбірня поповнюється придбаними сучасними та антикварними виданнями, а також подарунками приватних осіб та установ. Приєднуються також книжкові фонди ліквідованих спеціалізованих бібліотек Сілезького університету.
Фонд містить книгозбірні: Зенона Клеменсевича, Мечислава Карася (мовознавство), Стефана Розмарина, Єжи Савіцького, Людвіка Ерліха, Яна Гвяздоморського, Адама Мюніха(пол. Adam Włodzimierz Münnich), Мар'яна Тировича (світова історія та історія Польщі), Януша Міхуловича та Казимежа Обтуловича(пол. Kazimierz Obtułowicz); колекцію Зигмунта Жулавського, колекцію з гуманітарних дисциплін Богдана Суходольського, книгозбірню варшавського бібліофіла Кажимежа Неустейна (пол. Kazimierz Neustein) і колекцію Францишки Темерсон та Стефана Темерсона.
Фонд бібліотеки включає багато видань ХІХ століття та невелику колекцію рукописів та стародруків. Найстаршими рукописами є Biblia łacińska z prologami (Francja 1 poł. XIII w.) та інкунабула Aphorismi secundum dodtrinam Geleni Majmonides (Bolonia, 1489).
Бібліотека надає доступ до баз даних наукової періодики, також доступні для читачів польські та зарубіжні періодичні видання у паперовому форматі.